# Karl Friedrich von Conradi

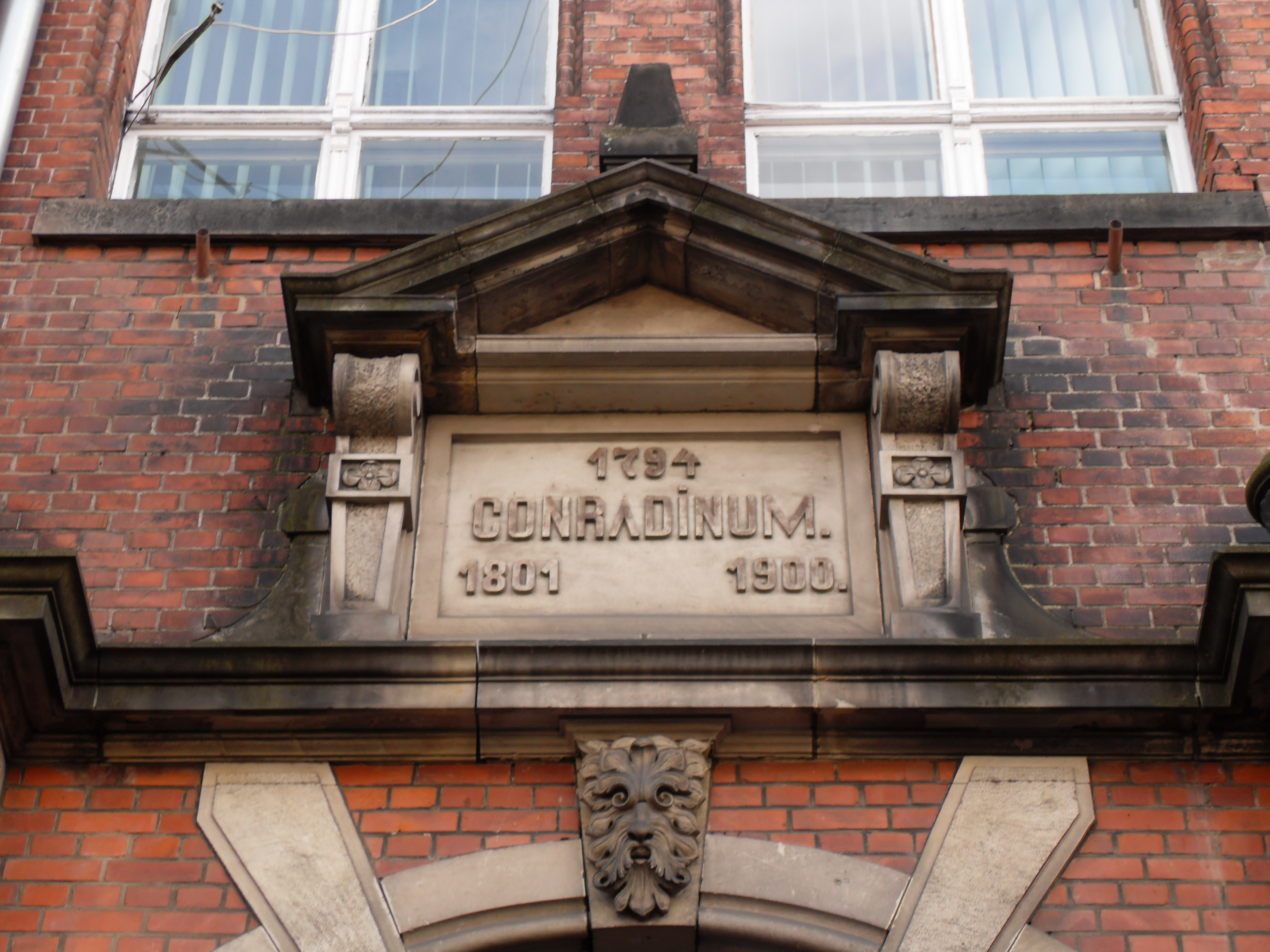
Zabytkowa tablica pamiątkowa nad wejściem głównym Conradinum, z trzema najważniejszymi datami w historii szkoły: 1794, 1801, 1900

Karl Friedrich von Conradi (ur. 25 czerwca 1742 w Gdańsku, zm. 12 lipca 1798 tamże) – był zamożnym mieszczaninem gdańskim, fundatorem szkoły nazwanej od jego nazwiska.

## Życiorys
Jego ojcem był jeden z ostatnich przedrozbiorowych burmistrzów Gdańska Eduard Friedrich von Conradi, a matką Anna Elżbieta z d. Schwartzwald, córka burmistrza Johanna Carla Schwartzwalda i jedyna dziedziczka majątku Schwartzwaldów. Karl Friedrich nie poszedł w ślady ojca. W młodości podróżował po Europie zachodniej, gdzie zapoznał się z liberalnymi ideami oświeceniowymi. Był powiązany z wolnomularstwem. Król Stanisław August Poniatowski nadał mu tytuł szambelana. Po śmierci matki (1786) Karl Friedrich stał się dziedzicem znacznych dóbr ziemskich położonych na Żuławach Gdańskich (Mokry Dwór, Dziewięć Włók, Wiślina) i wysoczyźnie gdańskiej (m.in. Sulmin, Otomin, Rębowo, Jankowo, Głębokie, Bąkowo). Ponieważ nie ożenił się i nie miał spadkobierców, pod wpływem idei filantropijnych postanowił przeznaczyć swój majątek na utworzenie szkoły wraz z zakładem wychowawczym. Testament zawierający taką wolę został spisany 28 listopada 1794. Karl Friedrich Conradi zmarł cztery lata później w wieku 56 lat. Jego ciało złożono do grobu babki, Korduli Konstancji Hein, w kościele Mariackim w Gdańsku, gdzie do dziś istnieje upamiętniająca go płyta nagrobna.
Ufundowana przez niego szkoła, nazwana "Conradinum", rozpoczęła działalność w Jankowie niedaleko Gdańska, w 1801. Od 1900 znajduje się w nowej siedzibie, w gdańskiej dzielnicy Wrzeszcz.
W okresie Wolnego Miasta Gdańska imię Conradiego (Conradiweg) nosiła obecna ulica Stanisława Konarskiego w Gdańsku-Wrzeszczu.

## Upamiętnienie
W 2025 w Gdańsku przy ul. Piwnej 3/4 odsłonięto tablicę upamiętniającą Karla Friedricha Conradiego.